# Cimetière Zhalan
Le cimetière Zhalan (chinois : 滕公栅栏 ; pinyin : ténggōng zhàlan) est l’ancien lieu de sépulture des missionnaires jésuites de la mission de Chine. Il se trouve dans le district de Xicheng, à l'Ouest de Pékin, en Chine. Ouvert par faveur impériale pour y recevoir en 1610 le corps de Matteo Ricci Il était accolé à une église catholique sous la dynastie Qing. il fut plusieurs fois profané et vandalisé au cours des siècles.  
Le cimetière qui fut le lieu de sépulture de la plupart des missionnaires jésuites européens ayant œuvré à la cour impériale de Chine fut restauré et est depuis 2006 classé sur la liste des sites historiques et culturels majeurs protégés au niveau national  (pour Pékin) sous le numéro de catalogue 6-222.

## Histoire
Le père Matteo Ricci, éminent missionnaire et premier sinologue jésuite avait souhaité être enterré à Pékin, comme un honneur rare pour un étranger non chinois et une reconnaissance du statut de l’Église catholique dans l’Empire. Après sa mort, survenue le 11 mai 1610, l’empereur Wanli permet au père Diego de Pantoja, supérieur de la Mission, de créer un cimetière. Un terrain qui avait été récemment confisqué à un eunuque déshonoré, devant la porte Fuchengmen des fortifications de la ville de Pékin, est mis à disposition. 
Une première cérémonie funéraire eut lieu le 22 avril 1611, avec une procession partant de la résidence jésuite, là où se trouve aujourd’hui la cathédrale de l’Immaculée-Conception. Le cercueil de Ricci resta à la chapelle du cimetière pendant plusieurs mois avant d’être finalement enterré en novembre 1611.

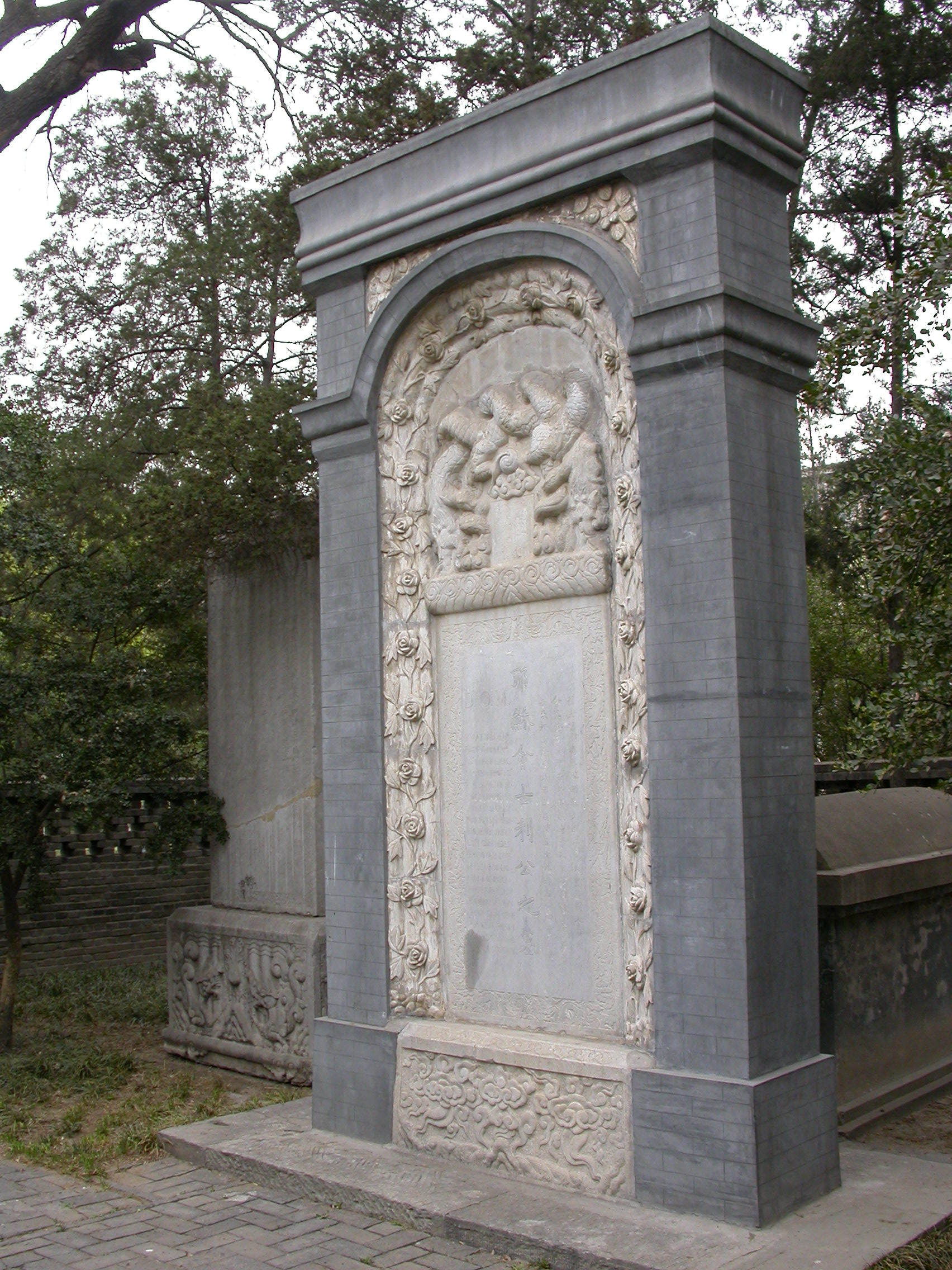
Stèle funéraire de Matteo Ricci

D’autres Jésuites y furent enterrés dans les années qui suivent. En 1654, le père Adam Schall obtient de l’empereur Shunzhi l’autorisation d’agrandir le cimetière. Le même Schall y fut lui-même enterré en 1666.
Après la suppression de la Compagnie de Jésus par le pape Clément XIV (1773), les pères lazaristes entretiennent le cimetière. Puis il passe entre les mains de l’Église orthodoxe chinoise, avant d’être rendu à l’Église catholique.
Le cimetière est profané durant la ‘révolte des Boxers’ en 1900 : les restes des corps enterrés sont dispersés. La restauration qui suivit (d’après l’article 4 du protocole de paix de 1901) ajoute un encadrement en briques aux pierres tombales artistiquement sculptées et érigées en stèles. Peu après, en 1904, une église dédiée à la Vierge Marie est édifiée à proximité du cimetière. Quatrième édifice religieux en date sur ce site, c’est aujourd’hui la cathédrale de l’Immaculée-Conception. 
Durant les années 1950 un grand nombre de tombes sont déplacées vers le cimetière catholique plus récent de Xibeiwang (Pékin) tandis que sur le site est construite une école pour cadres du parti communiste chinois (aujourd’hui ‘Institut de sciences administratives’ de Pékin). Cependant, étant donné la grande signification historique des trois missionnaires et savants, Matteo Ricci, Ferdinand Verbiest et Adam Schall leurs stèles mortuaires sont laissées sur place. 
Nouvelle profanation durant la Révolution culturelle (1966-1976), le site étant perçu comme symbole de la domination étrangère subie par la Chine. Cependant les stèles furent enterrées plutôt que détruites par les Gardes rouges, et donc préservées.  
Dans les années 1970 Deng Xiaoping approuve une restauration des stèles des trois missionnaires, Matteo Ricci, Schall et Verbiest.  Elles sont à nouveau érigées là où, croit-on, elles se trouvaient à l’origine. Et en 1984 une soixantaine d’autres pierres tombales sont rapatriées d’autres sites et rejoignent dans un enclos spécial celles des trois plus célèbres jésuites de la Chine impériale du XVIIe siècle.  Ainsi 46 missionnaires européens, la plupart jésuites, et 14 laïcs chinois convertis au catholicisme reçoivent un hommage tardif pour leur contribution pionnière au dialogue culturel et religieux entre la Chine et l’Occident.  Signe que leur importance historique est reconnue dans les relations entre l’Occident et la Chine : nombreux sont les dignitaires européens qui visitèrent le cimetière lors de visites officielles à Pékin. Parmi eux : Oscar Luigi Scalfaro, Jean-Luc Dehaene, Jorge Sampaio et Valéry Giscard d'Estaing.

## Stèles mortuaires
Les trois missionnaires jésuites ayant obtenu un rang très élevé et une place privilégiée à la cour impériale de Chine ont une place spéciale dans le cimetière: Matteo Ricci (1552-1610);  Johann Adam Schall von Bell (1591-1666) et  Ferdinand Verbiest (1623-1688) 
Les autres stèles mortuaires se trouvent dans un enclos séparé. Tous sont jésuites sauf si autrement indiqué: 
- Johann Schreck (1576-1630)
- Giacomo Rho (1593-1638)
- Niccolò Longobardo (1559-1654)
- Gabriel de Magalhães (1610-1677)
- Lodovico Buglio (1606-1682)
- Thomas Pereira (1645-1708)
- Antoine Thomas (1644-1709)
- Caspar Castner (1655-1709)
- Xavier Ehrenbert Fridelli (1673-1743)
- Ignaz Kögler (1680-1746)
- Teodorico Pedrini (1671-1746)
- Louis Fan (né Fan Shouyi) (1682-1753), prêtre chinois
- Giuseppe Castiglione (1688-1766)
- Anton Gogeisl (1701-1771)
- Ferdinand Augustin Hallerstein (1703-1774)
- Ignatius Sichelbart (1708-1780)